# Kanako Spendlove
Kanako Spendlove (nacida como Kanako Kitao, 6 de febrero de 1982) es una deportista japonesa, nacionalizada estadounidense, que compitió en natación sincronizada.
Participó en los Juegos Olímpicos de Atenas 2004, obteniendo una medalla de plata en la prueba de equipo. Ganó seis medallas en el Campeonato Mundial de Natación entre los años 2003 y 2017.

## Palmarés internacional
| Representando a Japón          |                    |                   |                   |
| Juegos Olímpicos               |                    |                   |                   |
| Año                            | Lugar              | Medalla           | Prueba            |
| 2004                           | Atenas (Grecia)    | Medalla de plata  | Equipo            |
| Campeonato Mundial             |                    |                   |                   |
| Año                            | Lugar              | Medalla           | Prueba            |
| 2003                           | Barcelona (España) | Medalla de oro    | Combinación libre |
| 2003                           | Barcelona (España) | Medalla de plata  | Equipo            |
| 2005                           | Montreal (Canadá)  | Medalla de plata  | Equipo            |
| 2005                           | Montreal (Canadá)  | Medalla de plata  | Combinación libre |
| Representando a Estados Unidos |                    |                   |                   |
| Campeonato Mundial             |                    |                   |                   |
| Año                            | Lugar              | Medalla           | Prueba            |
| 2017                           | Budapest (Hungría) | Medalla de bronce | Dúo técnico mixto |
| 2017                           | Budapest (Hungría) | Medalla de bronce | Dúo técnico libre |